# ヴィルヘルム・ハインリヒ・ローマイヤー
ヴィルヘルム・ハインリヒ・ローマイヤー（Wilhelm Heinrich Rohmeyer、1882年4月14日 - 1936年）はドイツの風景画家である。ニーダーザクセン州のフィッシャフーデで活動し、フィッシャフーデに芸術家村が形成されることになった。

## 略歴
ニーダーザクセン州南部のアインベックで壁紙製造の家に生まれた。各地の美術学校で学んだ。1903年に ヴォルプスヴェーデで活動していた画家のフリッツ・マッケンゼンと知り合い、ヴォルプスヴェーデからハイキングでフィッシャフーデを訪れて、その風景が気に入り、1904年にフィッシャフーデに住むことになった。後にハインリヒ・ブレリングやオットー・モーダーゾーン、クララ・ヴェストホフといった芸術家がフィッシャフーデに住むようになり、フィッシャフーデは芸術家村となった。
1905年からの冬、1908年からの冬は、オレーヴァノ・ロマーノやローマで過ごした。1912年から再び、カッセルの美術学校(Kunsthochschule Kassel) のハンス・オルデの上級クラスで学んだ。1914年にフィッシャフーデに近いブレデナウ(オッタースベルク)にスタジオを構えた。画家としての活動の他、家具造りやおもちゃ作りもした。

## 作品

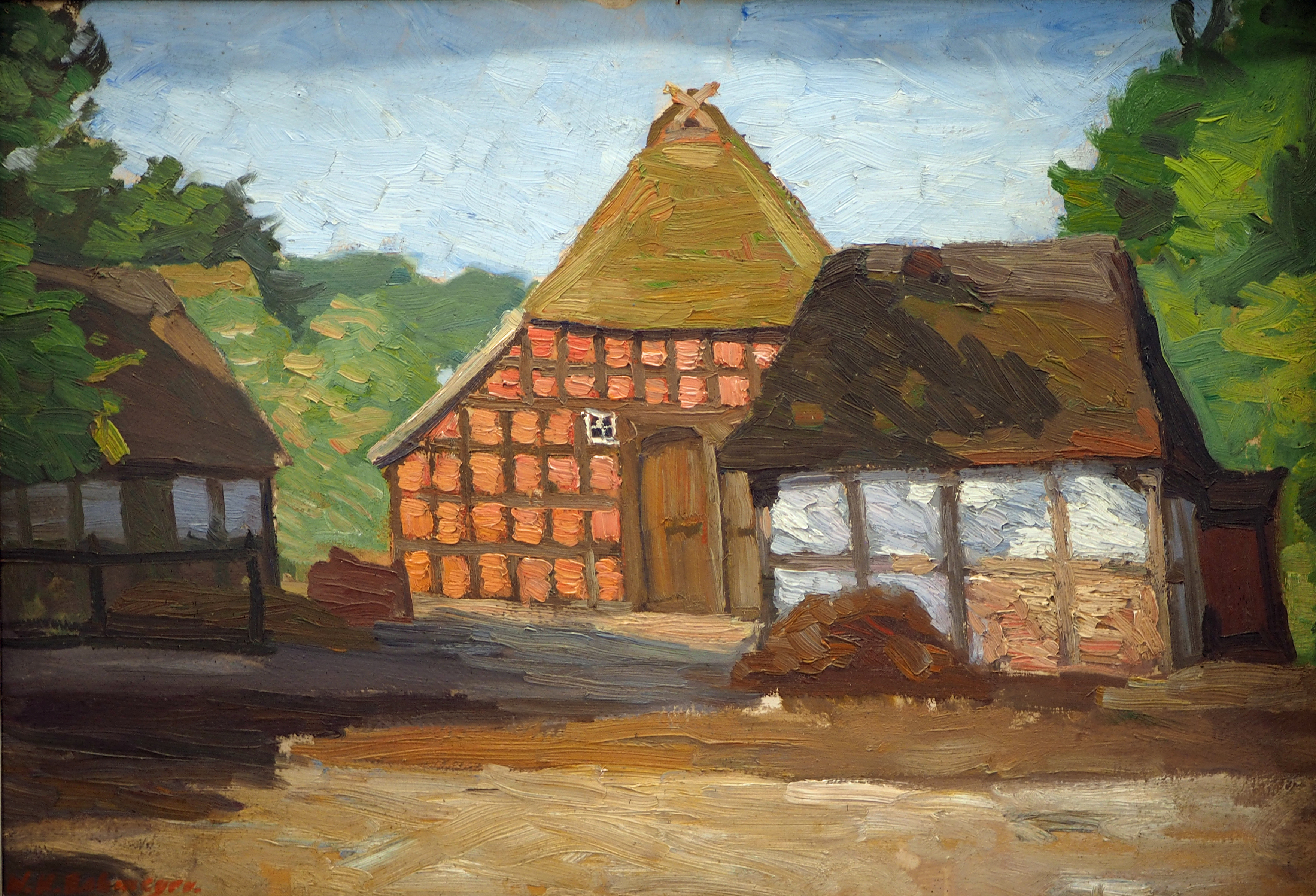
「フィッシャフーデの庭」